# Mimi Perrin
Mimi Perrin (Saint-Maurice (Val-de-Marne), 2 de fevereiro de 1926 — Paris, 16 de novembro de 2010) foi uma cantora e pianista de jazz francesa.